# Atentado de Fedecámaras de 2008
El atentado de Fedecámaras de 2008 fue un atentado ocurrido en horas de la madrugada el 24 de febrero de 2008 contra la sede del gremio patronal Fedecámaras en Caracas, Venezuela. A pesar de ocasionar grandes daños, la única muerte ocurrida fue la del perpetrador, Héctor Serrano.

## Atentado
En 2008 se colocaron una serie de explosivos en puntos centrales de Caracas, siendo el más letal el que estalló en la sede de Fedecámaras el 24 de febrero de 2008, donde Héctor Serrano Abreu murió al no saber manipular la carga y explotarla. Días después se atribuyó la responsabilidad al "Frente Guerrillero Venceremos", un grupo que según el reportaje de Víctor Escalona en el periódico El Mundo, estaba vinculado al Estado venezolano y estaba radicado en la parroquia 23 de Enero de Caracas. Héctor Serrano tenía una placa de la Policía Metropolitana y cobraba en nómina de la Alcaldía Mayor, como parte de una "Red de Inteligencia Social". Juan Barreto, entonces alcalde metropolitano, admitió que tenía más de 8.000 miembros en dicha red.

## Investigaciones
Los colectivos Alexis Vives y Tupamaro cerraron todos los accesos a la parroquia 23 de Enero hasta la Avenida Morán en Caracas, construyendo barricadas quemando neumáticos y desperdicios e impidiendo tanto la entrada como la salida de la zona tanto del transporte público como de la vía peatonal, protestando para rechazar las investigaciones policiales contra Juan Montoya y presionar por su liberación, explotando fuegos artificiales y disparando ráfagas de ametralladora. En la zona se distribuyó un comunicado firmado por una veintena de organizaciones de la parroquia conmemorando a Héctor Serrano y criticando el tratamiento periodístico del hecho. Un comunicado publicado por Alexis Vives y Tupamaro exigía la renuncia del ministro Ramón Rodríguez Chacín, el viceministro de seguridad ciudadana, director de la DISIP y el director del CICPC. A Juan Montoya se le abrió un expediente por su presunta participación, pero el juicio del caso nunca concluyó, por lo que no hay responsabilidades intelectuales por el atentado.